# Sant Antoni d'Horta de Sant Joan
|  | No s'ha de confondre amb Sant Antoni Abat d'Horta de Sant Joan. |

Sant Antoni d'Horta de Sant Joan és una capella de Horta de Sant Joan (Terra Alta) inclosa a l'Inventari del Patrimoni Arquitectònic de Catalunya. Hi ha una ermita amb el mateix nom a 500 metres, allunyada de la carretera.

## Descripció
Capella de dimensions reduïdes (2,5 x 3,5 m aprox.) amb planta rectangular i coberta a dues aigües de lloses de pedra. La façana principal té la porta d'entrada, d'arc de mig punt adovellat, sobre de la qual sembla que hi va haver en temps una rosassa. Ran del brancal esquerre de la portada hi ha una obertura amb un petit lavabo que comunica amb una pica interior.
L'interior és cobert amb una volta de canó de pedra. No hi ha cap mena d'ornament.